# Jacques Rambaud
Jacques Alfred Ange Joseph Rambaud (ur. 25 kwietnia 1906 w Évreux, zm. 14 września 2006 we Fryburgu) – francuski żeglarz, olimpijczyk.
Na regatach rozegranych podczas Letnich Igrzysk Olimpijskich 1936 wystąpił w klasie 6 metrów zajmując 10 pozycję. Załogę jachtu Qu'Importe tworzyli również Jean Peytel, Gérard de Piolenc, Yves Baudrier i Claude Desouches.